# Ed de Goeij
Eduard Franciscus "Ed" de Goeij (født 20. december 1966 i Gouda, Holland) er en tidligere hollandsk fodboldspiller, der spillede som målmand hos flere klubber, samt for Hollands landshold. I sin 21 sæsoner lange karriere var han tilknyttet de to Rotterdam-klubber Sparta og Feyenoord, samt Chelsea og Stoke City i England.

## Landshold
De Goeij spillede i årene mellem 1992 og 2002 31 kampe for Hollands landshold. Han repræsenterede sit land ved EM i 1994, EM i 1996, VM i 1998 samt EM i 2002.